# Tạc Thủy
Tạc Thủy (chữ Hán phồn thể: 柞水縣, chữ Hán giản thể: 柞水县) là một huyện của địa cấp thị Thương Lạc, tỉnh Thiểm Tây, Trung Quốc. Huyện Tạc Thủy có diện tích 2322 km2, dân số năm 2002 là 150.000 người. Mã số bưu chính là 711400. Huyện Tạc Thủy được chia thành 10 trấn và 6 hương. Tổng cộng có 178 thôn hành chính.
- Trấn: Càn Hữu, Doanh Bàn, Thái Ngọc Diếu, Hạnh Bình, Hạ Lương, Hồng Nham Tự, Phượng Hoàng, Tào Bình, Thạch Úng, Tiểu Lĩnh.
- Hương: Sài Trang, Ngõa Phòng, Phong Bắc Hà, Lưỡng Hà, Cửu Gian Phòng, Mã Gia Đài.